# Erfahrungstheologie
Mit Erfahrungstheologie kann im weiteren Sinne jede evangelische Theologie, die als nur „aus sich heraus“ betreibbare verstanden wird, denn wo die persönliche Heilserfahrung fehle, „[…] da hat der Beruf der Theologie ein Ende.“
Im engeren Sinne bezeichnet Erfahrungstheologie dann eine Theologie, die „[…] die Gewissheit und die christliche Wahrheit völlig und ausschließlich auf die religiöse Erfahrung gründen will“ (P. Althaus). Dies bedeutete dann für den Theologen, dass „[…] ich der Christ mir dem Theologen eigenster Stoff meiner Wissenschaft bin.“ Erfahrung bedeutet also die „herzensgewisse Zustimmung“ zu der behandelten Thematik, so dass Theologie immer kirchlich verstanden ist als die „[…] Wiederherstellung der ursprünglichen Gemeinschaft zwischen […] Gott und den Menschen durch Christus […]“ im Sinn hat.
Dieser vor allem dogmatische Ansatz findet sich deutlich bei Friedrich Schleiermacher, dann in der Erlanger Theologie und hier insbesondere bei Franz Hermann Reinhold Frank. Kritisiert wird umgekehrt an der Erfahrungstheologie vor allem ihre empirisch nicht nachvollziehbare Subjektivität und ihr kausaler Bezug. Denn „Glaube an Christum ist [...] die Beziehung des Zustandes als Wirkung auf Christum als Ursache“. So verfehlt er aber „die ganze Wirklichkeit des Heilshandeln Gottes […], denn dieses hält sich nicht in den Grenzen der Kausalität“, da Gott im Wort auch mit dem Menschen handelt – „So wird […]“ dann aber nach Auffassung der Kritiker „[…] die Rechtfertigung von [der Erfahrungstheologie] beschattet“ (Althaus).